# Шингальчи
Шингальчи (тат. Шәңгәлче) — село в Нижнекамском районе Республики Татарстан, Россия. Административный центр Шингальчинского сельского поселения.
Находится на реке Кашаева примерно в 15 км к югу от центра Нижнекамска.
По мнению отдельных ученых именно в этом селе в 1183 году родился и жил основоположник татарской поэзии Кол Гали, автор знаменитого во всем тюркском мире произведения «Кыйсса-и Йосыф».

## Версии об основании
По ряду источников село образовалось на рубеже XI—XII веков и имеет тысячелетнюю историю. В книге Х. Шарафетдина «Рисалан Болгария», изданной в 1902 году в Казани, сказано, что Шингальчи основаны сыновьями Барыс хана Субаем и Шингальчи. В честь последнего поселение возможно и получило название. Упоминается, что в 1006 году Шингальчи ходил по реке Зай к хану Волжской Булгарии присягать на верность. По рассказам сельчан, рядом с деревней Клятле, что расположена по-соседству, в поле находится булгарское надгробье, которое вытесано из глыбы известняка, его ширина 40-50 сантиметров, толщина — 15. Якобы там похоронена дочь хана-основателя. Вокруг надгробия поставлена металлическая ограда. К ней во время религиозных праздников привязывают подношения — полотенца, платки, рубашки и т. п.. Кроме того, на камень кладут монеты. За памятником ухаживают жители села, они же ходят туда на праздники.
По другой версии село лишь основано на том же месте, где некогда располагалось булгарское поселение или фактория.

## История
Впервые село упоминается в свете принудительного крещения татарского населения. В 1760 году была разрушена местная мечеть, а всех жителей насильно окрестил в православие Лука Конашевич (Канафеевич). Через несколько лет с согласия Аби Патши или Екатерины Второй в Шингальчах вновь отстроили собственное медресе и вера там возродилась. Однако в деревнях Балчыклы, Клятле и Сарсаз-Бли, относящихся к сельскому поселению, коренное население и сейчас представляют крещеные татары (кряшены). Скорее всего часть новокряшен покидало Шингальчи из-за желания пользоваться привилегиями, предоставляемыми крещеным татарам, а также из-за гонений мусульман и образовывало крещенские деревни неподалеку.
В «Списке населенных мест по сведениям 1870 года», изданном в 1877 году, населённый пункт упомянут как деревня Шингальчи 4-го стана Мензелинского уезда Уфимской губернии. Располагалась при речке Башкитлярке, по левую сторону коммерческого тракта из Бугульмы в село Бетьки, в 85 верстах от уездного города Мензелинска и в 44 верстах от становой квартиры в селе Бережные Челны. В деревне, в 142 дворах жили 863 человека (425 мужчин и 438 женщин, татары), были мечеть, училище, 2 водяные мельницы. Жители занимались земледелием, скотоводством, пчеловодством, плотничеством, плетением лаптей.
По сведениям переписи 1897 года, в деревне Шингальчи Мензелинского уезда Уфимской губернии жили 1204 человека (573 мужчины и 631 женщина), все мусульмане.
До 1913 года входило в состав Сухаревской волости Мензелинского уезда Уфимской губернии.
В 1921 году в селе появился первый трактор. Ярким событием в жизни села стало открытие в 1928 году клуба. В 1931 до села добралось «раскулачивание», из Шингальчей выгнали лучших плотников и кузнецов. А после советско-финской войны многие татарские семьи переехали на Карельский перешеек, бывшие финские земли, отошедшие Советскому союзу по Московскому мирному договору. В 1970 морозы погубили почти весь совхозный сад.

## Современное состояние
В селе порядка 350 дворов. Численность населения села составляла 908 человек в 2002 году. Большая часть населения — люди пожилого возраста. Молодежь уезжает работать в Нижнекамск.
А в 2003-м в селе проложили газопровод. 16 сентября 2006 года открыта мечеть, которую называют одной из красивейших в Татарстане. Отремонтирован дворец культуры. В 2012 году после ремонта открылась амбулатория. Также в Шингальчах работает школа и детский сад.